# 臼澤みさき
臼澤 みさき（うすざわ みさき、本名・臼澤 岬、1998年10月8日 - ）は、岩手県上閉伊郡大槌町出身の歌手。2021年からは「AFTER I DIE」（アフターアイダイ）の名義で活動している。

## 経歴
「世界からの情報をいち早くキャッチできるように」との両親の願いにより、陸の先端である「岬」と命名された。小学校3年生から民謡を習いはじめ、数々の民謡コンクールで優勝。
小学校6年生の時に東日本大震災を経験し、家族や自宅は無事だったが、父の勤務先の会社が津波で流され、仲良しだった後輩の女の子を亡くした。その後、民謡教室の仲間とともに避難所を歌で慰問し、被災者を励ます姿がテレビで取り上げられたことがきっかけとなり、2012年7月25日、テイチクエンタテインメントからシングル「故郷（ふるさと）～Blue Sky Homeland～」で歌手デビューした。当時、好きなアーティストとしていきものがかりと絢香を挙げていた。
2016年、1月9日に盛岡市アイスアリーナで開催されたNHK杯フィギュアスペシャルエキシビションに臼澤が歌う「花は咲く」が採用され、荒川静香・鈴木明子・羽生結弦・本田武史の各選手によるスペシャルプログラムで使用された。同年3月8日には、東京のNHKホールで開催されたNHK歌謡コンサートに出演し、同曲を披露した。
2017年3月、高校卒業と同時に所属事務所（ハニカムエンタテインメント）を契約満了となり、千葉商科大学への進学に伴って学業に専念のため活動を休止した。

### AFTER I DIE
2021年に「AFTER I DIE」名義でYouTubeチャンネルを開設し、自作曲やカバー曲を発表するようになった。アーティスト名は「自分がいなくなった後も、ここに残る音楽を」との願いを込めて付けられたものである。

## ディスコグラフィ

### 臼澤みさき名義

#### シングル
1. 故郷 ～Blue Sky Homeland～（作詞・作曲・編曲：佐々木久夫、2012年7月25日）
カップリング曲「友輝～Red Sky Homeland～」（作詞：佐々木久夫・葛口雅行／作曲：葛口雅行・青木真一）
オリコン最高94位
2. 名前（作詞・作曲：江崎とし子／編曲：澤近泰輔、2013年3月6日）
梅丹本舗企業イメージソング
カップリング曲「南部牛追唄」（岩手民謡）
オリコン最高125位
3. 八重の風（作詞・作曲：佐々木久夫、2013年10月23日）
カップリング曲「笑顔の賛歌」（作詞:臼澤岬・江崎とし子、作曲：佐藤将展）
4. さんさ里唄（作詞：長塚全／作曲：津田直士／編曲：津田直士、2014年6月18日）
カップリング曲「幸呼来チョイワヤッセ」（作詞：江崎とし子／作曲：江崎とし子／編曲：佐藤将展）
5. SHINE north（作詞・作曲・編曲：佐々木久夫、2015年3月18日）
カップリング曲「おかえり」（作詞：江崎とし子／作曲：服部真紀子／編曲：澤近泰輔）
6. 鳥になりたい feat. 江崎とし子（作詞：小林夏海／作曲：江崎とし子／編曲：澤近泰輔、2015年8月5日）
カップリング曲「太陽と月の詩 feat. RICO」（作詞・作曲・編曲：佐々木久夫）
7. 花は咲く～盛岡2016～（作詞：岩井俊二／作曲・編曲：菅野よう子、2016年2月17日）
カップリング曲「花は咲く～花は咲グ～」（岩手弁バージョン）（作詞：岩井俊二／作曲・編曲：菅野よう子）

#### アルバム
Homeland
テイチクエンタテインメント TECE-3116（2012年10月24日）
オリコン最高142位
1. 故郷（作詞・作曲：佐々木久夫）
2. みさき節（作詞・作曲：佐々木久夫・葛口雅行）
3. 色彩（作詞・作曲：江崎とし子）
4. ワンツースマイル（作詞・作曲：佐々木久夫）
5. 外山節（岩手県民謡）
6. Amazing Grace～赤とんぼ（作詞・作曲：John Newton、作詞：三木露風／作曲：山田耕筰）
7. 友輝～Red Sky Homeland～アルバムバージョン（作詞：佐々木久夫・葛口雅行／作曲：葛口雅行・青木真一）
8. 風のとおり道（作詞・作曲：江崎とし子）

里歌
テイチクエンタテインメント TECE-3207（2013年10月23日）
1. プロローグ「繫」（作詞：臼澤岬／作曲：佐藤将展）
2. サリーガーデン～ひとひらの願い～（フィンランド民謡／語詞：江崎とし子）
3. 八重の風（作詞・作曲：佐々木久夫）
4. そんでこ節（岩手県民謡）
5. チャグチャグ馬コ（岩手県民謡）
6. 名前（作詞・作曲：江崎とし子）
7. 晴れのち出会い 雨のち別れ（作詞・作曲：佐々木久夫）
8. 三陸の子守唄（作詞・作曲：江崎とし子）
9. YOU RAISE ME UP（作詞：Brendan Graham／作曲：Rolf U. Lovland）
10. 指きり（作詞・作曲：江崎とし子）
11. 繫（作詞：臼澤岬／作曲：佐藤将展）

SHINE north
テイチクエンタテインメント TECE-3309（2015年4月22日）
1. 竿燈カラー（作詞：長塚全／作曲：津田直士／編曲：津田直士、真崎修）
2. 極彩ねぶた（作詞：長塚全／作曲：津田直士／編曲：津田直士、真崎修）
3. さんさ里唄（作詞：長塚全／作曲：津田直士／編曲：津田直士）
4. 七夕ねがい唄（作詞：長塚全／作曲：津田直士／編曲：津田直士、真崎修）
5. 花笠ノスタルジー（作詞：臼澤岬／作曲：沖 仁／編曲：佐藤将展）
6. わらじわっせ（作詞：長塚全／作曲：津田直士／編曲：津田直士、真崎修）
7. みちのく節（作詞：佐々木久夫／作曲：佐々木久夫／編曲：佐々木久夫）
8. SHINE north（作詞：佐々木久夫／作曲：佐々木久夫／編曲：佐々木久夫）
9. 太陽と月の詩（作詞：佐々木久夫／作曲：佐々木久夫／編曲：佐々木久夫）＊デュエットRico
10. 鳥になりたい（作詞：小林夏海／作曲：江崎とし子／編曲：澤近泰輔）
11. イーハトーヴの風 ～reborn～ ボーナストラックみさきヴァージョン

### AFTER I DIE名義
ΩID
配信限定（2023年5月20日）
全作詞・作曲：AFTER I DIE／プロデュース：佐々木久夫
1. 破滅 (Leave me alone)
2. エネルギー (Energy)
3. 都へ (Leave there)
4. マーブルの空 (Marbled sky)
5. 眠れない (Sleepless)
6. 旅立ち (The window)

## 受賞歴
（出典：）
- 2010年7月25日 - 第49回日本郷土民謡協会主催 青少年みんよう全国大会 みんようグランプリ大賞
- 2011年7月31日 - 第25回外山節全国大会 少年少女の部 優勝
- 2011年9月25日 - 第26回南部牛追唄全国大会 年少者の部 最優秀賞
- 2012年11月14日 - 第45回日本有線大賞 新人賞
- 2012年12月30日 - 第54回日本レコード大賞 新人賞
- 2013年1月7日 - 第27回日本ゴールドディスク大賞 ベスト演歌／歌謡曲ニューアーティスト

## 出演

### テレビ
- スッキリ!!（日本テレビ、2012年7月4日）
- NHKニュースおはよう日本（NHK総合、2012年7月25日）
- お元気ですか日本列島（NHK総合、2012年7月27日）
- ノンストップ!（フジテレビ、2012年8月2日）
- NHK歌謡コンサート（NHK総合、2012年8月28日、2016年3月8日）
- 情報ライブ ミヤネ屋（ytv、2012年11月22日）
- ベストヒット歌謡祭2012（ytv、2012年11月22日）
- マキハラといっしょ（NHK BSプレミアム、2014年9月19日）
- 5きげんテレビ（テレビ岩手、2015年 4月 〜 ）
- 新・BS日本のうた（NHK-BSプレミアム、2016年6月19日）「花は咲く～花は咲グ～」

### ラジオ
- 「ツイテル!?」（IBCラジオ、2012年）
- 「マカタトSTUDIO 3600」火曜日（IBCラジオ2012年）
- 「冨田奈央子のアフタースクールらじお!」毎週（金）21:00 - 23:00（IBCラジオ、2014年）
- 「みさき&Rico に アンダーエイジが・・・」毎週（金）19:00 - 19:30（FM岩手、2014年）
- 「みさりこラジオ」毎週（土）18:30～19:00 （IBCラジオ、2014年 - 2017年3月25日）-TBCラジオ・秋田放送・おおつちさいがいエフエムでも放送
- 「NACK5時ラジ内 “臼澤みさきのナチュラジオ”」毎週（月）05:30 - 05:40（NACK5、2014年4月7日-2017年3月27日）
- 「琉球の風〜ゆんたくタイム〜」（Date fm・FM岩手・ラジオ福島、2015年）

### CM
- 梅丹本舗（2013年2月から）[11]
- イオンモール盛岡
- うちむら家具
- 岩手県選挙管理委員会「第24回参議院議員通常選挙」

### AFTER I DIE
- AFTER I DIE - YouTubeチャンネル
- AFTER I DIE - SoundCloud
- AFTER I DIE (@misaki_aid) - Instagram
- AFTER I DIE (@misaki_aid) - X（旧Twitter）
- AFTER I DIE (@misaki_aid) - TikTok

### 臼澤みさき
- テイチクエンタテインメント
- 臼澤みさきオフィシャルブログ
- 臼澤みさきスタッフ ツイッター